# Grant Shapps

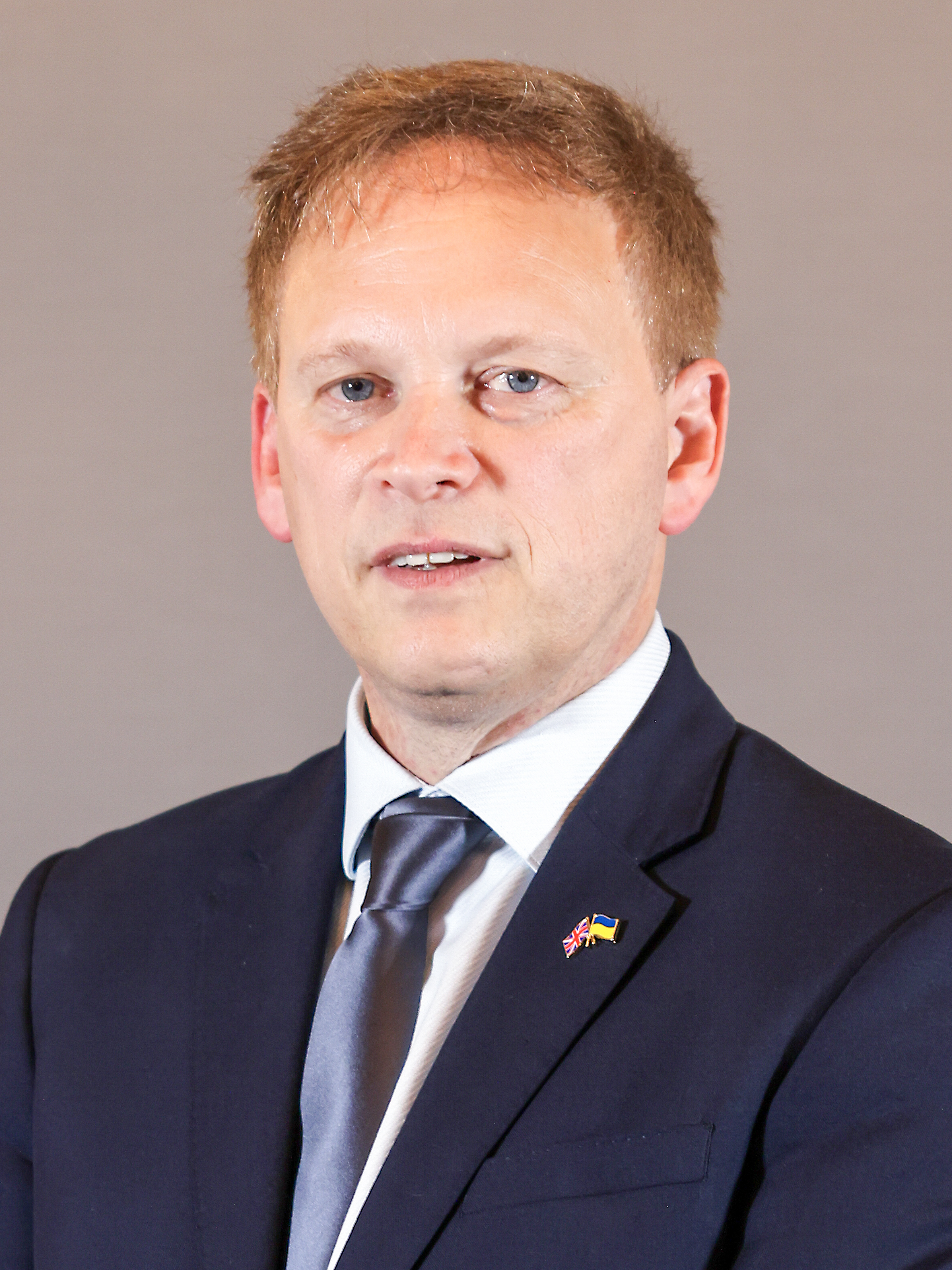
Grant Shapps (2022)

Grant V. Shapps (* 14. September 1968 in Watford, Hertfordshire) ist ein  britischer Politiker der Conservative Party. Er war seit der Unterhauswahl 2005 Abgeordneter für den Wahlkreis Welwyn Hatfield und vom 31. August 2023 bis 5. Juli 2024 britischer Verteidigungsminister. 
Shapps war von Juli 2019 bis September 2022 britischer Verkehrsminister und amtierte vom 19. bis 25. Oktober 2022 als britischer Innenminister. Vom 25. Oktober 2022 bis zum 7. Februar 2023 war er britischer Wirtschaftsminister und seither, bis zu seiner Ernennung zum Verteidigungsminister, Minister für Energiesicherheit und CO2-Neutralität.

## Familie und Jugend
Shapps wurde in eine britisch-jüdische Familie geboren. Er besuchte die Yorke Mead Primary School, die Watford Grammar School for Boys, gefolgt vom Cassio College. Später besuchte er einen Wirtschafts- und Finanzkurs am Manchester Polytechnic. 1989 hatte Shapps einen Autounfall in Kansas, der ihn für eine Woche ins Koma versetzte.
Grant Shapps heiratete 1997 Belinda Goldstone, mit der er drei Kinder hat. 

## Politische Karriere

### Parlamentskandidatur
Shapps kandidierte erfolglos für den Wahlkreis North Southwark and Bermondsey zur Unterhauswahl 1997.

### Member of Parliament
Mit seiner Wahl zum Abgeordneten für Welwyn and Hetfield übernahm er den Parlamentssitz der Labour-Abgeordneten und Ministerin für Öffentliche Gesundheitsversorgung, Melanie Johnson. Er wurde 2010 mit einer Mehrheit von 57 Prozent wiedergewählt. Er wurde bei der Unterhauswahl 2015 wiedergewählt.

### Minister
2010 wurde Shapps als Minister ohne Geschäftsbereich in das Kabinett Cameron I aufgenommen. Sein Gehalt wurde von der Partei bezahlt. Vom 24. Juli 2019 bis zum 6. September 2022 war er britischer Verkehrsminister im Kabinett von Boris Johnson.
Shapps stand der Arbeitsgruppe vor, die die „No Second Night Out“-Kampagne zur Prävention von Obdachlosigkeit entwickelte. 2012 veröffentlichte Shapps die Smartphone-App StreetLink, die es der Öffentlichkeit ermöglicht, Obdachlosen zu helfen, indem sie beispielsweise Tafeleinrichtungen anzeigt.
Am 19. Oktober 2022 wurde Shapps als Nachfolger von Suella Braverman zum Innenminister im Kabinett Truss ernannt. Mit der Ernennung von Rishi Sunak zum neuen britischen Premierminister am 25. Oktober 2022 endete seine nur sechstägige Amtszeit als Innenminister. Am selben Tag übernahm er von Jacob Rees-Mogg das Ministerium für Wirtschaft, Energie und Industriestrategie (Department for Business, Energy and Industrial Strategy) und amtiert seitdem als Wirtschaftsminister. Am 7. Februar wurde er im Rahmen einer Kabinettsumbildung zum Minister für Energiesicherheit ernannt. Nach dem Rücktritt von Ben Wallace übernahm er am 31. August 2023 das Verteidigungsministerium.

### Conservative Party
Seit Juni 2010 ist Shapps Mitglied des Privy Council. Am 4. September löste er Sayeeda Warsi als Co-Chairman (Generalsekretär) der Conservative Party ab.
Im November 2012 engagierte Shapps den australischen Strategen Lynton Crosby, der die Wiederwahlkampagne der Regierung organisieren sollte. Shapps verteidigte die Bedroom Tax, indem er angab, seine Kinder würden sich ebenfalls ein Zimmer teilen.

## Trivia
Grant Shapps veröffentlichte unter dem Pseudonym Michael Green mehrere Bücher.